# Malmedy-Prozess

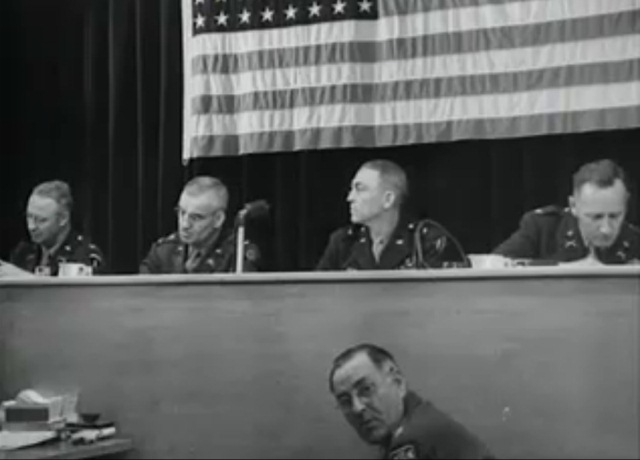
Richtertisch, Malmedy-Prozess 1946

Der Malmedy-Prozess war ein Kriegsverbrecherprozess, der im Rahmen der Dachauer Prozesse vor einem amerikanischen Militärgericht gegen 73 deutsche Angeklagte vom 16. Mai bis 16. Juli 1946 im Internierungslager Dachau stattfand. Alle Angeklagten wurden für schuldig befunden. Neben 43 Todesurteilen wurden 30 Freiheitsstrafen verhängt. Die Todesurteile wurden nicht vollstreckt.

## Verlauf

### Prozess

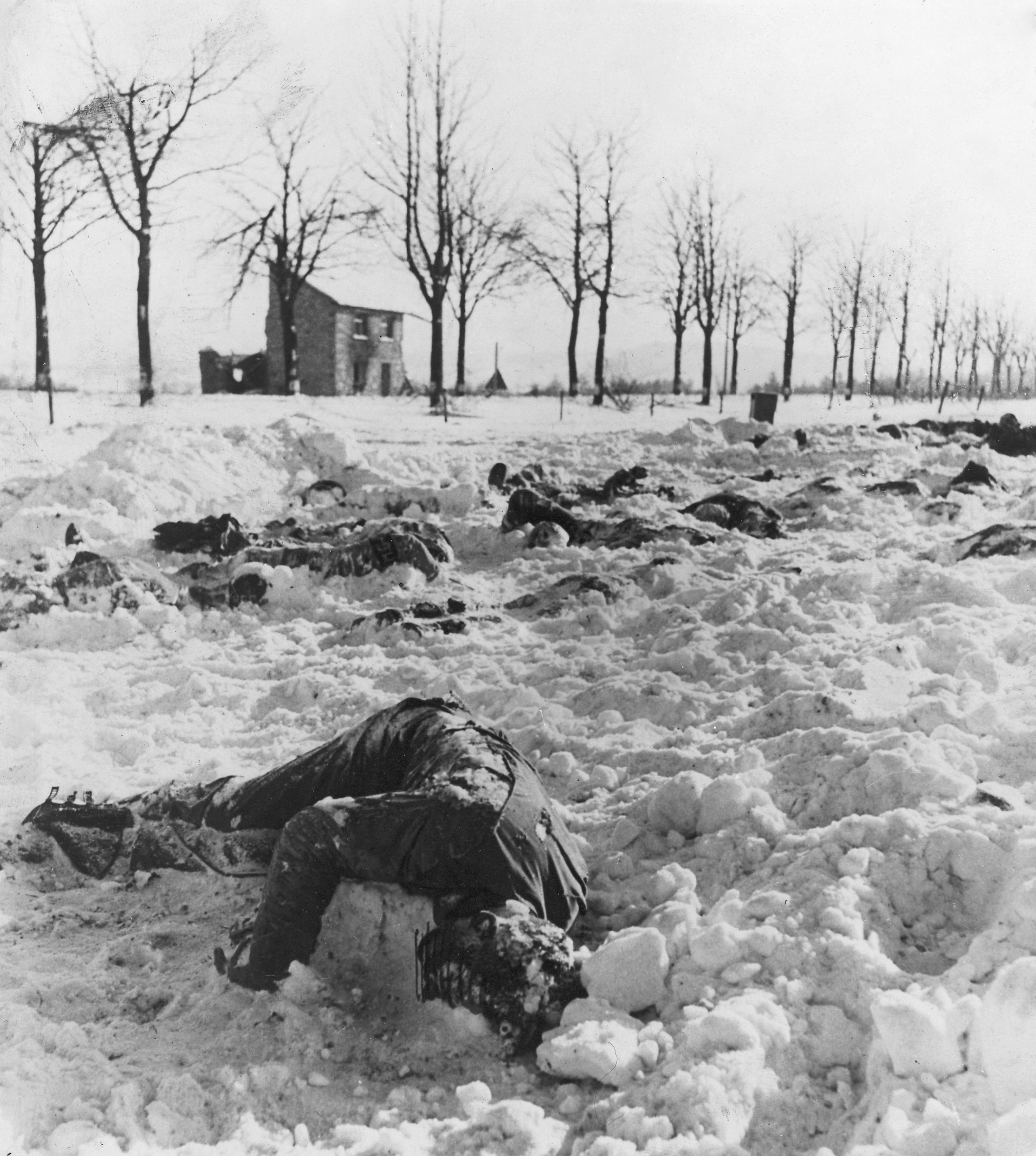
Getötete US-Soldaten, Malmedy 1944

Im Prozess wurden 73 Angehörige des Panzerregiments der 1. SS-Panzer-Division Leibstandarte SS Adolf Hitler beschuldigt, im Dezember 1944 bei Malmedy 77 gefangene US-Soldaten beim sogenannten Malmedy-Massaker erschossen und bis zum Abschluss der Ardennen-Offensive allein im Bereich von Stavelot 130 Morde an Zivilisten (Männer, Frauen und Kinder) begangen zu haben.
Bei der Gerichtsverhandlung behauptete der Verteidiger Rudolf Aschenauer, die Angeklagten seien zu belastenden Aussagen genötigt und misshandelt worden. Die deutschen Verteidiger bekamen keinen Einblick in die Vernehmungsakten. Später unterschrieben 51 Soldaten eidesstattliche Erklärungen, in denen sie behaupteten, während der Verhöre gefoltert worden zu sein.

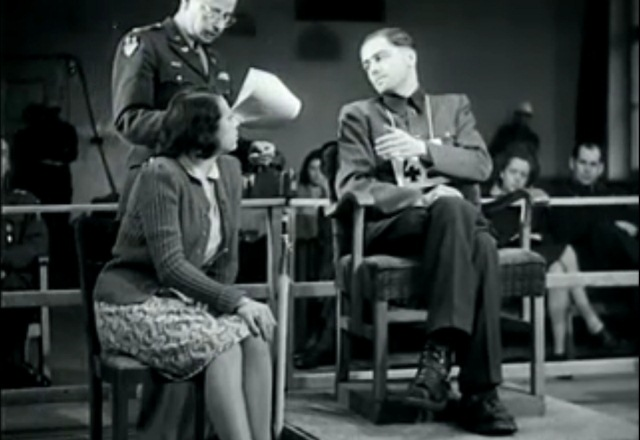
Chefankläger Burton L. Ellis, Joachim Peiper und Dolmetscherin 1946

### Urteile
- 43 Soldaten zum Tod durch den Strang, darunter SS-Standartenführer Joachim Peiper,
- 22 zu lebenslänglicher Haft, darunter SS-Oberstgruppenführer Sepp Dietrich,
- Zwei zu 20 Jahren Gefängnis,
- Einer zu 15 Jahren Gefängnis,
- Fünf zu zehn Jahren Gefängnis.

### Das politische Nachspiel
Hauptsächlich bürgerrechtlich motivierte amerikanische Staatsbürger in und außerhalb der Army bestanden darauf, dass die Vorwürfe von Rechtsverstößen und unfairer Machenschaften einwandfrei geklärt werden müssten. Eine US-Untersuchungskommission konnte die Foltervorwürfe nicht bestätigen, stellte jedoch fest, dass die Voruntersuchungen nicht korrekt ausgeführt worden waren. Bei den Ermittlungen hatten sich einige Amerikaner, die über die Morde an den Kriegsgefangenen erbittert waren, zu Misshandlungen und Einschüchterungen hinreißen lassen. Auf Zweifel an den Ergebnissen solcher Ermittlungen gründete die Kommission ihre Meinung, dass keine Todesurteile vollstreckt werden sollten.
Damit war die Rechtmäßigkeit des Verfahrens in Frage gestellt. Rechtsgerichtete politische Kreise in den USA nutzten diese Vorwürfe, um gegen das Strafverfolgungsprogramm der amerikanischen Besatzungsbehörden und gegen die angeblich von Kommunisten unterwanderte Politik der Regierung Truman zu agitieren. Senator Joseph McCarthy beutete das Malmedy-Thema für seine Karriere aus.
Alle Todesurteile wurden später in Haftstrafen umgewandelt, daher gab es bezogen auf den Malmedy-Prozess keine Hinrichtungen. Im April 1948 wurden die ersten Verurteilten aus dem Kriegsverbrechergefängnis Landsberg entlassen. Ende 1953 waren noch 32, darunter Kurt Sickel (SS-Standortarzt, Polizeiarzt und Abteilungsleiter des Judenreferats beim SS- und Polizeiführer in Lublin sowie SS-Hauptsturmführer der Panzergruppe Peiper; entlassen am 17. Mai 1954), Ende 1954 noch zehn Verurteilte in Haft. Zuletzt wurden Georg Preuß (30. November 1956), Joachim Peiper (22. Dezember 1956) und der Österreicher Hubert Huber (29. Januar 1957) entlassen.
Später bescheinigte Peiper sogar der einstige Hauptankläger der US-Army, Ellis, es habe sich inzwischen auch in Amerika herumgesprochen, dass es beim Malmedy-Prozess, der in einer Atmosphäre von Hass, Rachsucht und Vergeltung stattgefunden habe, nicht ganz nach Recht und Gesetz zugegangen sei. Den 74 angeklagten SS-Soldaten seien in der Voruntersuchung durch physische und psychische Folter Geständnisse abgepresst worden.